# 132ª Divisione corazzata "Ariete"
(Ultimo comunicato radio dell'Ariete prima della sua distruzione ad El Alamein, ore 15:30 del 4 novembre 1942)
(motto dei carristi italiani)
La 132ª Divisione corazzata "Ariete" è stata una Grande Unità del Regio Esercito e con la denominazione di Divisione corazzata "Ariete" nel secondo dopoguerra dell'Esercito Italiano.
L'"Ariete" fu la prima Divisione corazzata costituita per il Regio Esercito in data 1º febbraio 1939 per trasformazione della 2ª Brigata corazzata.
Nel corso della seconda guerra mondiale fu impiegata in Nordafrica, in cui operò fiancheggiata delle unità corazzate del Deutsches Afrikakorps (DAK) e della divisione motorizzata Trieste fino alla sua distruzione nella Seconda battaglia di El Alamein, guadagnando diverse volte la citazione sia nei bollettini italiani sia in quelli tedeschi. I resti della divisione operarono nel Raggruppamento Cantaluppi, finché questo non fu assorbito dalla Divisione Centauro.
L'Ariete fu ricostituita nel 1943 con la denominazione di 135ª Divisione cavalleria corazzata "Ariete", con reparti, comandi e organici totalmente diversi da quelli originari. Parzialmente completata nel settembre 1943 ebbe un ruolo, nei giorni successivi alla proclamazione dell'armistizio, nella difesa di Roma dai tedeschi. Nuovamente costituita, nell’immediato dopoguerra con i reparti originari e molti veterani della guerra in Africa Settentrionale, nel 1948, con il comando prima a Roma e poi a Pordenone, posta con i suoi reparti in Friuli-Venezia Giulia a presidio dei confini orientali contro un'eventuale invasione da parte della Jugoslavia.

## Organico divisionale al 1º febbraio 1939
La Divisione Ariete fu costituita il 1º febbraio 1939 dalla 2ª Brigata corazzata, disciolta nella stessa data, sul seguente organico:
- 32º Reggimento Carristi su:
  - I (II), II (IV), III (XI) Battaglione Carri L[2] (i numeri fra parentesi indicano i battaglioni L autonomi originari)
- 8º Reggimento bersaglieri su:
  - III Battaglione Motociclisti
  - V e XII Battaglione Autoportato
- 132º Reggimento Artiglieria Corazzata su:
  - I e II Gruppo (obici da 75/27 Mod. 1906)
- 132ª Compagnia mista del Genio
- 132ª Sezione Sanità
- 132ª Sezione Sussistenza
- 132º Autoreparto
- 70ª Sezione Carabinieri
- 672ª Sezione Carabinieri

## La vita operativa
Fino allo scoppio della seconda guerra mondiale l'unità era nella zona di Brescia, allo scoppio della guerra si trasferì a Fossano in Piemonte, inquadrata nella 6ª Armata, rimanendo in riserva per tutta la durata della campagna contro la Francia. Trasferita a Savona sotto il comando della 4ª Armata sostituì progressivamente i carri L con carri M13/40.

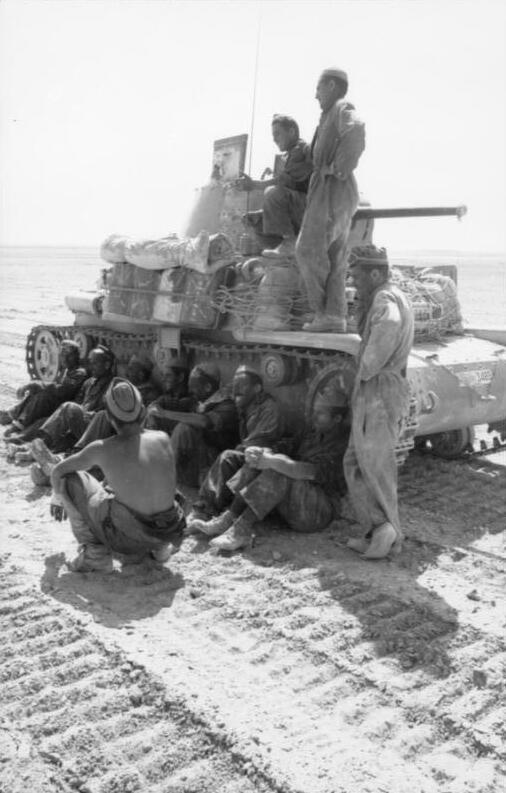
Carri M13/40 in Nord Africa

### Il primo ciclo di operazioni
All'inizio del gennaio 1941 fu trasferita a Napoli, con destinazione finale la Libia. Infatti proprio in quei giorni stava svolgendosi l'Operazione Compass, che avrebbe portato alla distruzione della 10ª Armata. Il 24 gennaio iniziò a sbarcare a Tripoli, impiegando tutto febbraio per raggiungere il pieno organico e orientarsi nel nuovo ambiente operativo. Il 7 marzo iniziò ad operare in Tripolitania alle dipendenze del Corpo d'armata corazzato, tenuta in riserva nel corso della riconquista della Cirenaica da parte del DAK (Deutsches Afrika Korps). Sostenne il primo combattimento col nemico il 7 aprile nei pressi di El Mechili, contro la 3ª Brigata Motorizzata Indiana e la 2ª Divisione Corazzata inglese, prendendo quasi 2000 prigionieri. Successivamente operò nell'investimento di Tobruch e in direzione di Bardia, giungendo al Passo di Halfaya (con una colonna mobile). Ad agosto si ritirava nella zona di Ain el-Gazala per riorganizzarsi.

### Bir el Gobi
Nel mese di settembre (istituito il comando della 2ª brigata corazzata ed affidatolo al generale di brigata spe Ismaele di Nisio) nell'organico della divisione fu inserito 132º Reggimento Carristi, costituito sul comando del disciolto 4º Reggimento Carristi (che aveva perso tutti i suoi battaglioni a Beda Fomm) e dal VII, VIII e IX Battaglione Carri M. Il 32º rimase in organico alla divisione con i battaglioni di carri L (I, II e III Battaglione Carri L) ad organico ridotto, finché non fu rimpatriato (gennaio 1942).
Nel mese di novembre i britannici lanciavano l'offensiva Crusader, che prevedeva un aggiramento delle posizioni italo tedesche da sud, passando per Bir el Gobi, località in cui era schierata a difesa proprio l′Ariete. L'unità che doveva superare le posizioni dell′Ariete era la 7ª Divisione corazzata, la divisione veterana della guerra del deserto (i Desert Rats). Il 19 novembre 156 carri Crusader britannici attaccarono un centinaio di carri dell′Ariete, che aveva praticamente l'ala sinistra completamente scoperta. Inizialmente la 22nd Armoured Brigade (l'unità che fronteggiava direttamente l′Ariete) riuscì a superare l'ala sinistra dei bersaglieri schierati a difesa, ma, appena intervennero i carri, i britannici furono respinti sull'ala destra e distrutti dai bersaglieri rimasti sulla linea. Dopo due giorni di feroci combattimenti la massa attaccante britannica era respinta (con circa 40 carri immobilizzati), sia pure a costo di gravi perdite nei carri e nei bersaglieri dell′Ariete. I carri italiani distrutti furono 34, principalmente del VII e dell′VIII Battaglione Carristi, che registrarono complessivamente morti o feriti sul 40% dei mezzi.
Spostata nella zona di Sollum subì ulteriori perdite negli scontri di Bir Cremisa (23 novembre) contro la 1ª Divisione sudafricana e Sidi Rezegh (30 novembre), tanto che l'8 dicembre le rimaneva solo il IX Battaglione Carristi e pochi bersaglieri. A quella data ricevette l'ordine di ripiegare su El-Agheila con il resto dell'armata italo-tedesca. Il giorno 13 dicembre, a Quota 204 (nei pressi di Ain el-Gazala), venne bloccata da una forza mobile britannica e riuscì a riprendere la ritirata solo il giorno successivo, coperta da un attacco di Stuka. Quando, dopo altri scontri minori, la divisione raggiunse Agedabia (26 dicembre) aveva solo 6 carri, 11 pezzi da 75/27, 2 pezzi da 105/28 non più di un battaglione di bersaglieri. L'ultima azione del ciclo operativo avvenne all'inizio di gennaio, quando operò con la Trieste e la 90. leichte Division per arrestare un tentativo di sfondamento britannico a Chor el Bidan.

### La riorganizzazione
Dopo questo ciclo operativo l′Ariete ricevette rinforzi sufficienti a riportare l'VIII ed il IX battaglione all'organico previsto e le venne assegnato il X Battaglione Carristi (fino a quel momento in organico alla Littorio) in sostituzione del VII, ormai sciolto. In seguito all'assegnazione in organico di reparti di autoblindo e semoventi, dopo la riorganizzazione l'organico divisionale era il seguente:
- Vicecomandante Gen. B. Francesco Antonio Arena dal 1º gennaio 1942
- RECO Ariete (Reparto Esplorante Corazzato) su:
  - LII Battaglione Carri M
  - III Gruppo Corazzato Nizza (cavalleria corazzata su autoblindo AB41)
- 132º Reggimento Carristi su:
  - VIII, IX e X Battaglione Carri M
- 8º Reggimento Bersaglieri su
  - III Battaglione Motociclisti
  - V e XII Battaglione Autoportato
- 132º Reggimento Artiglieria Corazzata su
  - I e II Gruppo 75/27 Mod. 1906 T.M.
  - Un gruppo su 105/28[5]
  - V (DLI) e VI (DLII) Gruppo Semoventi (su semoventi 75/18)
- CXXXII Battaglione misto del Genio su
  - 132ª Compagnia Artieri
  - 232ª Compagnia Collegamenti
- IV Battaglione Controcarro Granatieri di Sardegna
- 132ª Sezione Sanità
- 132ª Sezione Sussistenza
- 82º Autogruppo misto

Il comando era passato al generale De Stefanis

### Ain el-Gazala
Il 21 gennaio, ad organici ancora incompleti (in realtà la divisione non riuscì mai a raggiungere la sua pianta organica) partecipava alla controffensiva che avrebbe portato le linee italo-tedesche alla linea di ‘Ain el-Gazala. Uno dei maggiori problemi nel corso di questa azione fu dato dal numero di prigionieri britannici, che dovranno attendere 3 settimane prima che arrivi la scorta, condividendo quindi la vita dei militari italiani per tutto quel periodo.
Nel maggio il CAM prendeva la denominazione di XX Corpo d'armata ed il 26 maggio l′Ariete iniziava la marcia verso sud per Bir Hakeim e la Ain el-Gazala. 
La mattina del 27 travolse nuovamente la 3ª Brigata motorizzata indiana sulle posizioni di Rugbet el Atasc, superata di slancio, mentre nel corso del pomeriggio, probabilmente per un errore di rotta, il IX battaglione del 132º reggimento carri andò a scontrarsi con la munitissima posizione fortificata di Bir Hakeim, tenuta dalla 1ª Brigata della Francia Libera. Nella battaglia la divisione subì gravi perdite sia in personale sia in carri (circa 30 distrutti da mine e cannoni controcarri francesi), tuttavia guidò l'investimento finale di Tobruk (21 giugno) a fianco della Trieste. Nel corso della battaglia l′Ariete aveva operato in continuazione a fianco del DAK, dimostrando in varie occasioni di non essere inferiore alle analoghe unità tedesche, fornite di materiale (carri e veicoli da trasporto) nettamente superiore a quello italiano.

### La prima battaglia di El Alamein
Rifornitasi di mezzi e di carburante dai depositi catturati a Tobruk l′Ariete superò Sidi Barrani, dove fu accolta trionfalmente dai prigionieri italiani del locale campo di concentramento e si diresse su El Alamein. Nel corso dell'inseguimento dell'8ª Armata moriva il generale Baldassarre (comandante del XX Corpo) ed il generale De Stefanis veniva chiamato a sostituirlo, il comando dell′Ariete era preso ad interim dal generale Arena, che poco tempo dopo veniva sostituito dal generale Infante.
Giunta ad El Alamein il 3 luglio con una trentina di carri e circa 600 bersaglieri, l′Ariete, attaccò il dispositivo difensivo britannico, senza attendere che la Trieste le coprisse il fianco destro ma, contrattaccata da tutti e due i lati dalla 2ª Divisione Neozelandese nonché da due brigate della 7ª Divisione Corazzata, fu costretta a ripiegare sulle linee della Pavia. Fu ritirata dal fronte il 6 luglio, dopo aver ceduto tutti i carri superstiti alla Trieste, per rientrare in prima linea il giorno 14 luglio, con un pugno di carri arrivati nel frattempo da Tripoli.
La penuria di mezzi (il 132º Reggimento Carristi rimase fino alla fine di agosto con il soli IX e X Battaglione Carri M) impedì alla divisione di avere un ruolo significativo nella Battaglia di Alam Halfa.

### La seconda battaglia di El Alamein
La Divisione Ariete occupa con la 21ª Panzerdivision la posizione all'estremo sud dello schieramento italo- tedesco, sempre inquadrata nel XX Corpo. Il 132º Reggimento Carristi nel corso di settembre ricevette il XIII Battaglione Carri M (anche l'VIII era stato sciolto). All'inizio della battaglia l′Ariete aveva solo un centinaio di carri (in gran parte M 14/41) e 16 semoventi 75/18, i battaglioni bersaglieri avevano l'organico di una compagnia. La seconda battaglia di El Alamein iniziò il 23 ottobre, l′Ariete fu tenuta inizialmente in riserva, a protezione delle retrovie della Brescia e della Folgore. Il 26 ottobre fu spostata a nord nella zona di Deyr el-Murra, dove, assunta la formazione da combattimento, puntò da sud su Tel el-Aqqir, mentre la Littorio e la 15ª Panzerdivision convergevano da nord, ma la violenta reazione britannica costrinse le divisioni dell'Asse a ritirarsi. Il 2 novembre fallì l'ultimo tentativo di contrattacco delle forze corazzate italo tedesche. All'alba del 3 novembre l′Ariete, tornata a nord, si preparò a chiudere il varco aperto nella linea italo-tedesca, ma il 4 novembre alle 8 del mattino gli attacchi delle forze corazzate britanniche presenti nella zona (tutta la 7ª Brigata Corazzata ed aliquote della 10ª Brigata Corazzata) iniziarono ad investire le forze rimaste alla Divisione. Nel pomeriggio la posizione dell′Ariete fu aggirata e alle 15.30 il generale Arena, comandante della divisione, lanciò questo messaggio ai comandi superiori:
(Ultimo comunicato radio dell'Ariete, El Alamein, 4 novembre 1942, intorno alle ore 15.30)
In questo combattimento furono annientati tutti i battaglioni carri, tranne il XIII, il reggimento bersaglieri e le batterie di semoventi. Il 6 novembre, presso Fuka, anche il XIII Battaglione Carristi M, l'unico "sopravvissuto" agli scontri dei giorni precedenti (non allineava più d'una ventina di carri) venne impegnato da forze nemiche soverchianti e distrutto.
(Feldmaresciallo Erwin Rommel)

## Il Gruppo Tattico "Ariete"
Con i resti delle divisioni del XX Corpo d'armata (132ª Divisione corazzata "Ariete", 133ª Divisione corazzata "Littorio" e 101ª Divisione motorizzata "Trieste") fu formato un gruppo tattico denominato Ariete con il seguente organico:
- Comando Divisione Ariete
- 66º Reggimento fanteria "Valtellina" (su due battaglioni, già della Divisione "Trieste")
- 12º Reggimento bersaglieri (su due compagnie, già della Divisione "Littorio")
- Gruppi Esploranti Nizza e Monferrato (in totale una dozzina di autoblindo)
- CXXXII e CXXXIII Gruppo Artiglieria Corazzata (pochi pezzi, probabilmente inferiori all'organico di una batteria)

Il gruppo tattico cooperò con la 90ª Leggera tedesca per tutta la ritirata dall'Egitto alla Tripolitania. L'unità si fermava ad el-Agheila il giorno 22 novembre, ed il giorno 25 novembre era raggiunta in quella posizione dall'ordine di scioglimento.

## I comandanti della 132ª Divisione corazzata (1939/42)
- Gen. Carlo Vecchiarelli dalla costituzione (1º febbraio 1939) al 14 novembre 1939
- Gen. Ettore Baldassarre dal 15 novembre 1939 al 20 luglio 1941
- Gen. Mario Balotta dal 21 luglio 1941 al 19 gennaio 1942
- Gen. Giuseppe De Stefanis dal 20 gennaio al 27 giugno 1942 (dal 20 gennaio arriva anche il nuovo capo di sm, proveniente dalla Littorio, il ten.col. Alessandro Scala)
- Gen. Francesco Antonio Arena, interinale, 28 giugno- 25 luglio 1942
- Gen. Adolfo Infante dal 26 luglio al 16 settembre 1942
- Gen. Francesco Antonio Arena interinale, 17 settembre - 25 novembre 1942

## 135ª Divisione cavalleria corazzata "Ariete"
L'"Ariete" venne ricostituita nell'aprile 1943 in patria con la denominazione 135ª Divisione cavalleria corazzata "Ariete" e inviata nei primi giorni del settembre 1943, al comando del generale Raffaele Cadorna, a presidiare la zona a nord di Roma.
A seguito della proclamazione dell'armistizio a partire dal 9 settembre 1943 contrastò il movimento verso sud della 3ª Panzergrenadier Division tedesca, resistendo validamente a Monterosi e Manziana nei pressi del Lago di Bracciano, fino all'ordine di cessate il fuoco. La Divisione fu sciolta nei giorni immediatamente successivi e il suo armamento requisito dai tedeschi.

## La ricostituzione dell'"Ariete" nel secondo dopoguerra
L'Unità fu ricostituita nel dopoguerra, più precisamente il 23 maggio 1948, quando si formò il Raggruppamento corazzato "Ariete" che il 1º giugno dello stesso anno andò a costituire la nuova Brigata corazzata "Ariete", con sede inizialmente a Roma e successivamente a Pordenone, trovando la sua sede definitiva e posto alle dipendenze del V Corpo d'armata. Primo comandante dopo questa ricostruzione fu il generale Tommaso Lequio di Assaba.
Il 1º ottobre 1952 la Brigata corazzata "Ariete" venne riconfigurata nella Divisione corazzata "Ariete".
A seguito della ristrutturazione dell'Esercito Italiano del 1975, i reparti della Divisione, eccetto i reparti di supporto divisionale e di supporto logistico, passarono alle dipendenze di tre brigate autonome: 32ª Brigata corazzata "Mameli", 132ª Brigata corazzata "Manin" e 8ª Brigata meccanizzata "Garibaldi".
Il 1º ottobre 1986, a seguito dell'abolizione del livello divisionale nell'Esercito Italiano, l'Unità viene sciolta per rinascere immediatamente a livello di brigata come 132ª Brigata corazzata "Ariete" con comando in Pordenone per trasformazione della 132ª Brigata corazzata "Manin".